# Perdriel (Mendoza)
Perdriel es un distrito del departamento Luján de Cuyo en la provincia de Mendoza, Argentina.

## Toponimia
Su nombre se debe a Gregorio Ignacio Perdriel, militar que inició su carrera con las invasiones inglesas y fue gobernador de las Provincias de Cuyo entre los años 1815 y 1816.

## Geografía

### Población
Contaba con 11 628 habitantes (Indec, 2001). En 2001 el INDEC separó a Pedriel en tres componentes: Perdriel propiamente dicho, los barrios ADINA I y II, ubicado en el norte del aglomerado sobre el río Mendoza, y Tres Esquinas, ubicado entre los barrios ADINA y Perdriel; el componente Pedriel contaba con 4545 habitantes. Dentro del distrito también se encuentran la localidades de Costa Flores y Barrio Perdriel IV.

### Sismicidad
La sismicidad del área de Cuyo (centro oeste de Argentina) es frecuente y de intensidad muy alta, con un silencio sísmico de terremotos medios a graves cada 20 años.
- Sismo de 1861: aunque dicha actividad geológica catastrófica ocurre desde épocas prehistóricas, el terremoto del 20 de marzo de 1861 (164 años), con 12 000 muertes,[2] señaló un hito importante dentro de la historia de eventos sísmicos argentinos ya que fue el más fuerte registrado y documentado en el país. A partir del mismo los sucesivos gobiernos mendocinos y municipales han ido extremando cuidados y restringiendo los códigos de construcción.[1] Con el terremoto de San Juan del 15 de enero de 1944 (81 años) los gobiernos tomaron estado de la enorme gravedad crónica de sismos de la región.
- Sismo de 1920: de 6,8 de intensidad, destruyó parte de sus edificaciones y abrió numerosas grietas en la zona. Hubo 250 muertes por destrucción de casas de adobe[2][1]
- Sismo del sur de Mendoza de 1929: muy grave, y al no haber desarrollado ninguna medida preventiva, a pesar de haber transcurrido solo nueve años del anterior, mató a 30 habitantes por la caída de casas de adobe[1]
- Sismo de 1985: fue otro episodio grave,[3] de 9 s de duración, derrumbando el viejo Hospital del Carmen de Godoy Cruz.